# Indicateur ordinal
Pour les articles homonymes, voir Indicateur et Ordinal.
Dans les langues écrites, un indicateur ordinal est un signe adjacent à un nombre indiquant le fait que c'est un nombre ordinal plutôt qu'un nombre cardinal. La typographie utilisée varie en fonction des langues.

## Utilisation

### Français
En français, les suffixes utilisés sont :
- -er pour le nombre 1 si l'objet qualifié est masculin (par ex. : 1er — premier)
- -re pour le nombre 1 si l'objet qualifié est féminin (par ex. : 1re — première)
- -e pour tous les autres nombres (par ex. : 2e — deuxième)
- -d est également utilisé pour le nombre 2 si l'objet qualifié est masculin (par ex. : 2d — second)
- -de est également utilisé pour le nombre 2 si l'objet qualifié est féminin (par ex. : 2de — seconde)
- suivis d'un s au pluriel (par ex. : 1res — premières ; 2ds — seconds)

Ces indicateurs sont mis en exposant quand cela est possible.
Les suffixes -ier, -ière, -ème, -ième, -nd, -nde et leurs pluriels, sont considérés comme fautifs par l'Académie française. Les guides typographiques ne recommandent pas non plus leur usage.

### Anglais
En anglais, les suffixes utilisés sont :
- -st pour les nombres terminant par un 1 (par ex. : 1st ; 21st)
- -nd pour les nombres terminant par un 2 (par ex. : 2nd ; 22nd)
- -rd pour les nombres terminant par un 3 (par ex. : 3rd ; 23rd)
- -th pour les nombres terminant par 11, 12 ou 13, exceptions aux règles précédentes, et pour tous les autres (par ex. : 11th ; 12th ; 13th ; 24th ; 25th ; 111th ; 112th ; 113th)

Historiquement, les suffixes sont placés en exposant. Depuis l’usage de la machine à écrire, on les voit aussi sur la ligne de base, et le Chicago Manual of Style en fait même une règle. Mais dans Microsoft Word, le formatage automatique en exposant est activé par défaut, conformément au guide maison.

### Breton
En breton, les indicateurs ordinaux sont des suffixes :
- 1añ,
- 2l,
- 3de,
- 4re,
- -vet pour les nombres supérieurs ou égaux à 5, 5vet, etc.

### Espagnol, italien et portugais
L’indicateur ordinal masculin « º », utilisé en espagnol, italien ou portugais, est souvent confondu avec le symbole degré « ° » (unicode : U+00B0), qui lui ressemble dans de nombreuses polices d’écriture. Le degré est un cercle uniforme et n’est jamais souligné alors que la lettre o peut être ovale ou elliptique et peut être barrée ou soulignée de différentes manières.
En espagnol, les suffixes -o et -er ou -a (ou leurs pluriels -os ou -as), en fonction du genre grammatical et de la terminaison, sont séparés des nombres par un point abréviatif. Ces symboles sont parfois soulignés, le soulignement remplaçant le point, particulièrement en écriture manuscrite.
En portugais, comme pour n’importe quelle autre abréviation dans ces langues, les caractères « ª » et « º » sont précédés d’un point. Dans le cas de « º », cela aide à distinguer entre « 1° » — un degré — et « 1.º » — premier (primeiro, en portugais, primero en espagnol).
En italien, les suffixes -o et -a sont accolés aux nombres en fonction de leur genre grammatical – respectivement masculin ou féminin. Ces symboles sont généralement mis en exposant en plus d’être soulignés.
Certains codages de caractères fournissent un symbole spécifique pour l’utilisation de l’indicateur ordinal masculin singulier ou féminin singulier dans ces langues : 
- º (Unicode : U00BA[7]) ;
- ª (Unicode : U00AA).

L'indicateur ordinal masculin º peut parfois être saisi avec un clavier.

### Francoprovençal
En francoprovençal, les ordinaux sont :
- 1ér au masculin et 1ére au féminin,
- 2nd au masculin et 2nda au féminin, ou respectivement 2émo et 2éma
- et les autres nombres composés avec le suffixe -émo au masculin et le suffixe -éma au féminin.

### Occitan
En occitan, les ordinaux sont (respectivement au masculin et au féminin) :
- 1èr et 1èra,
- 2nd et 2nda,
- et les autres nombres composés avec les suffixes -en et -ena.

### Russe
Généralement, le russe n'emploie pas d'indicateur ordinal : «3 этажа» trois étages, face à «3 этаж» troisième étage. Épisodiquement, les indicateurs й, я, е (respectivement masculin, féminin, neutre) sont utilisés, avec ou sans tiret les précédant.

### Allemand, danois, finnois
En allemand, danois et finnois, le suffixe utilisé est un point. Par exemple, en allemand « 1. Stock » veut dire « 1er étage ».

### Néerlandais
En néerlandais, les suffixes utilisé sont -ste ou -de : 1ste, 2de, 8ste, 12de, 1000ste, etc. ; ou alternativement le suffixe -e : 1e, 2e, 8e, 12e, 1000ste, etc. Ces suffixes peuvent aussi mis en exposant mais cela n’est pas nécessaire : 1e, 8ste, etc.

### Japonais
En japonais, le préfixe 第 (dai) est utilisé : 第一 (dai ichi) veut dire « 1er ».
Si l'ordinal est utilisé avec un compteur, le suffixe 目 (me) est alors utilisé. Par exemple, 一回 (ikkai) veut dire « une fois » tandis que 一回目 (ikkai me) veut dire « première fois ».
L'utilisation de chiffres arabes est aussi possible : 第1, 1回目.